# 리나 베르트뮐러
리나 베르트뮐러(이탈리아어: Lina Wertmüller, 1928년 8월 14일~2021년 12월 9일)는 이탈리아의 영화 각본가, 영화 감독이다. 영화 《미미의 유혹》, 《사랑과 무정부》, 《귀부인과 승무원》, 《세븐 뷰티스》 등 다양한 영화로 유명하다. 1975년 영화 《세븐 뷰티스》로, 아카데미 감독상에 지명된 첫번째 이탈리아 여성이 되었다.

## 작품 목록

### 연출
- 더 바실리스크(1963)
- 미미의 유혹(1972)
- 귀부인과 승무원(1974)
- 세븐 뷰티스(1975)
- 불의 여인(1978)
- 붉은 무대(1986)
- 붉은 바다 (1989, In una notte di chiaro di luna)
- 모정(1989)